# Inger Segelström
Inger Segelström (n. 25 februarie 1952, Stockholm, Suedia) este o politiciană suedeză, membră a Parlamentului European în perioada 2004-2009 din partea Suediei.
1. ↑  Deputații în Parlamentul European
2. ↑  Riksdagens snabbprotokoll 1994/95:7 Tisdagen den 11 oktober, accesat în 4 iulie 2021